# ガーディナー・グリーン・ハバード
ガーディナー・グリーン・ハバード（Gardiner Greene Hubbard、1822年8月25日 - 1897年12月11日）は、アメリカ合衆国の弁護士、投資家、コミュニティリーダーである。
ナショナルジオグラフィック協会の創設者・初代会長。ベル電話会社の創設者・初代社長であり、聴覚障害者のための口話教育の提唱者でもある。
娘の一人であるメイベル・ガーディナー・ハバードは、アレクサンダー・グラハム・ベルの妻となった。

## 若年期と教育
ハバードは、マサチューセッツ州ボストンで生まれ、そこで育った。父はマサチューセッツ州最高裁判所判事のサミュエル・ハバード（Samuel Hubbard、1785年 - 1847年）、母はメアリー・グリーン（Mary Greene、1790年 - 1827年）である。弟は、後にベル電話会社の初代秘書兼事務員となるチャールズ・ユーシス・ハバード（Charles Eustis Hubbard、1842年 - 1928年）である。
ハバードは、ボストンの商人ガーディナー・グリーンの孫である。ハバードの先祖は、初期の新大陸のイギリス人入植者であり、後にニューヨーク州となる場所に最初のイギリス人入植地を作ったライオン・ガーディナーである。ニューヨーク沖には、ライオン・ガーディナーが原住民から購入したガーディナーズ島があり、今もその子孫が保有している。
アンドーバーのフィリップス・アカデミーに通い、1841年にダートマス大学を卒業した。その後、ハーバード大学のハーバード・ロー・スクールで法律を学び、1843年に弁護士資格を取得した。

## キャリア
ハバードはまずケンブリッジに定住し、ボストンのベンジャミン・ロビンズ・カーティス法律事務所に入った。その後、ケンブリッジのインフラ整備の仕事をするようになった。ハバードは、ケンブリッジの市営水道の設立に貢献し、ケンブリッジ・ガス・カンパニーを創設し、後にケンブリッジ・ボストン間のトロリーバスシステムを組織した。また、マサチューセッツ州ノーサンプトンにクラーク聾学校を設立する際に中心的な役割を果たした。この学校は、アメリカで初の口話による聾学校であり、ハバードは生涯にわたって評議員を務めた。
ハバードは、アメリカ合衆国郵便公社の下での電信システム（当時はウエスタンユニオンが独占していた）の国有化を提案した。"The Proposed Changes in the Telegraphic System"（電信システムの変更の提案）という記事において、ハバードは「郵便制度に欠陥がないとは言っていないが、新たな弊害をもたらすことなく、現行制度の重大な弊害の多くを取り除くことができる。そして、利益のバランスを考えると、郵便制度の安価な料金、設備の充実、限定的で分割された権限に大きく勝るものである」と述べた。1860年代後半、ハバードはアメリカ合衆国議会に対し、「ハバード法案」とも呼ばれる合衆国郵便電信法案を通過させるよう働きかけた。この法案は、郵便公社を継承する郵便電信公社を設立するものであったが、法案は成立しなかった。
ハバード法案により利益を得るために、ハバードは、1本の電信線で複数のメッセージを同時に送るなど、電信技術の本質的な部分を支配する特許を必要とした。これは音響電信と呼ばれていた。この特許を取得するために、ハバードはパートナーのトーマス・サンダース（彼の息子は耳が聞こえない）とともに、アレクサンダー・グラハム・ベルの音響電信機の実験・開発に資金を提供し、ベルの電話の発明につながった。
カーティスの引退後、ハバードはワシントンD.C.に拠点を移し、弁護士としてさらに5年間活動を続けた。1876年にはユリシーズ・グラント大統領から鉄道郵便の適正料金を決定するよう任命され、フィラデルフィア万国博覧会（アメリカ百周年記念博覧会）の委員も務めた。

### ベル電話会社
ハバードは1877年7月9日、ベル電話会社を設立し、自分を社長、トーマス・サンダースを会計係、ベルを主任電気技師とした。その2日後の7月11日に娘のメイベルがベルと結婚したため、ハバードはベルの義父となった。ガーディナー・ハバードは、ベル電話会社と密接な関係にあった。1878年、総支配人にセオドア・ニュートン・ヴェイルを推し、ヴェイルはアメリカの電話事業の原形であるベルシステムを構築する。ベル電話会社はその後、ナショナル・ベル電話会社、アメリカン・ベル電話会社へと発展し、成長の過程で小さな電話会社を合併していった。アメリカン・ベル電話会社は、1899年末にはアメリカ電信電話会社(AT&T)となり、後に世界最大の電話会社となった。ハバードは、電話を世界に広めた企業家と言われている。

### エジソン・スピーキング・フォノグラフ社
ハバードは、エジソン・スピーキング・フォノグラフ社の主要な出資者だった。エジソンが蓄音機の開発を怠ったため、ハバードは娘婿のアレクサンダー・グラハム・ベルが1881年に設立した競合会社であるボルタ・グラフォン社に協力した。ベルは、ワシントンD.C.にあるボルタ研究所で、従兄弟でチェスター・ベル、光学機器製造者のチャールズ・サムナー・テンターとともに、紙筒に蝋を塗って記録媒体とする蝋管を開発した。ハバードとチェスター・ベルは、エジソンに合併を打診したが、エジソンはこれを拒否した。その結果、ボルタ研究所協会は、1886年にボルタ・グラフォン社の株式を、後にコロムビア・レコードに発展する会社に合併させた。

### その他の事業
ハバードは、1888年に創設されたナショナルジオグラフィック協会の創設者の一人であり、会長に就任して1897年まで務めた。ハバードを記念したハバード・メダルは、顕著な探検、発見、研究を行った人物に対して授与されている。
1883年から亡くなるまでコロンビアン大学（現 ジョージ・ワシントン大学）の評議員を務めた。また、スミソニアン博物館の評議員を務めた。
エッチングやエングレービングの作品のコレクターであり、死後は追加のための基金とともにアメリカ議会図書館に寄贈された。1894年にアメリカ古美術協会の会員に選ばれた。

## 私生活

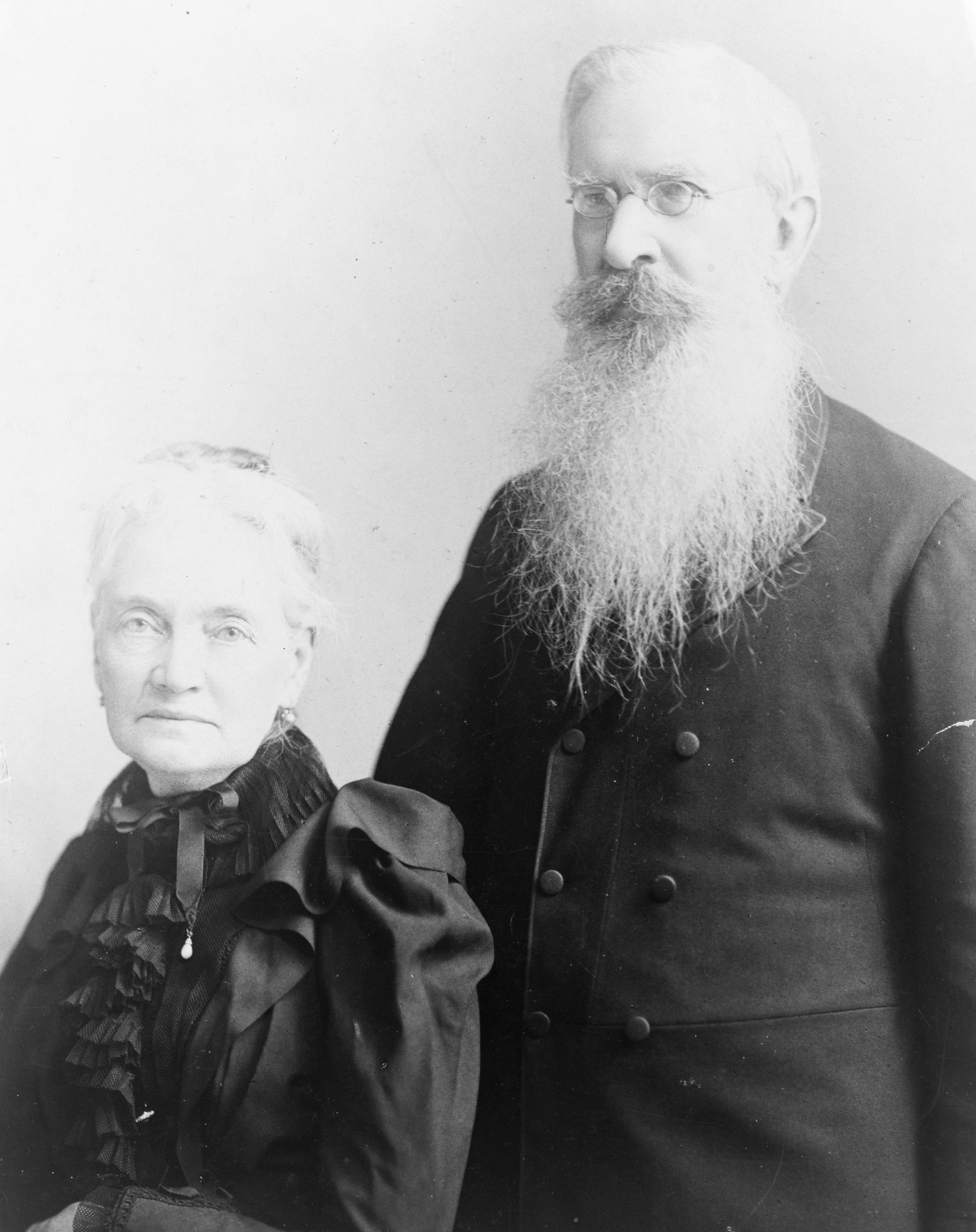
ハバードと妻のガートルード（1890年代）

1846年、ハバードは、ガートルード・マーサー・マッカーディ（Gertrude Mercer McCurdy、1827年 - 1909年）と結婚した。ガートルードの父は、ニューヨークの著名な実業家ロバート・ヘンリー・マッカーディ、母は、上院議員で1844年の大統領選挙の副大統領候補だったセオドア・フリーリングハイゼンの姪のガートルード・マーサー・リー(Gertrude Mercer Lee)である。弟のリチャード・アルドリッチ・マッカーディは、ニューヨーク生命保険相互会社の社長を務めていた。
ガートルードとの間には、以下の6人の子供がおり、大人まで成長したのは4人だった。
- ロバート・ハバード（Robert Hubbard、1847年 - 1849年）
- ガートルード・マッカーディ・ハバード（Gertrude McCurdy Hubbard、 1849年 - 1886年） - モーリス・ネビル・グロスマン（Maurice Neville Grossmann、1843年 - 1884年）と結婚。
- メイベル・ガーディナー・ハバード（Mabel Gardiner Hubbard、1859年 - 1923年） - アレクサンダー・グラハム・ベルと1877年に結婚[2]。
- ロベルタ・ウォルコット・ハバード（Roberta Wolcott Hubbard、1859年 - 1885年） - チャールズ・J・ベル（英語版）（グラハム・ベルのいとこ）と1881年に結婚。
- グレース・ハバード（Grace Hubbard、1865年 - 1948年） - 1885年の姉ロベルタの死後、1887年にチャールズ・J・ベルと結婚。
- マリアン・ハバード（Marian Hubbard、1867年 - 1869年）

次女のメイベルは、猩紅熱により5歳で耳が聞こえなくなった。その後、耳の聞こえない子供たちを教えていたアレクサンダー・グラハム・ベルの生徒となり、1877年に2人は結婚した。結婚式はハバードの家の庭で行われた。ケンブリッジのブラットル・ストリートにあったハバードの家は現存しないが、庭にあった大きなブナの木は、2011年現在でも残っている。
1897年12月11日、ハバードは郊外の別荘であるツインオークスで亡くなった。
妻は1909年10月20日、ワシントンD.C.で交通事故により死亡した。

### 子孫

グラハム・ベルの像とその子孫（1947年）

ガートルードの娘のガートルード・ハバード・グロスマン（Gertrude Hubbard Grossmann、1882年 - 1919年）は、1903年にツインオークスのハバード邸でピーター・スタイヴェサント・ピロット（Peter Stuyvesant Pillot、1870年 - 1935年）と結婚した。その娘のロザリー・ピロット（Rosalie Pillot、1907年 - 1959年）は、1925年にラザファード・スタイブサントの息子であるルイス・ラザフォード・スタイヴェサント（1903-1944）と結婚したが、息子を出産した後、1935年に離婚した。
メイベルの娘のエルシー・メイ・ベル（Elsie May Bell、1878年 - 1964年）は、『ナショナルジオグラフィック』で有名なギルバート・ホーベイ・グロスヴェナーと結婚した。マリアン・ハバード・"デイジー"・ベル（Marian Hubbard "Daisy" Bell、1880年 - 1962年）はデビッド・フェアチャイルドと結婚した。その他に息子を2人生んでいるが、幼児期に亡くなっている。
ロベルタの娘のグレース・ハバード・ベル（Grace Hubbard Bell、1884年 - 1979年）は、セオドア・ルーズベルトの従兄弟であり、ロバート・ルーズベルトの息子であるラフ・ライダーズのグランビル・ローランド・フォーテスキュー（Granville Roland Fortescue、1875年 - 1952年）と結婚した。

### 遺産
ガーディナー・ハバードの生涯は、エドワード・ウォーレン・デイによる伝記"One Thousand Years of Hubbard History"に詳しく書かれている。
グラハム・ベルの1939年の伝記映画『科学者ベル』(The Story of Alexander Graham Bell)では、チャールズ・コバーンがハバードの役を演じている。
1890年、アラスカ州とユーコン準州の境にある山は、ナショナルジオグラフィック協会が共催した探検隊によって、同協会の会長であるハバードに因んでハバード山と命名された。グリーンランドのハバード氷河は、ロバート・ピアリーがハバードに因んで命名した。
クラーク聾学校のメイン校舎であるハバード・ホールは、ハバードの功績を称えて命名された。